# Čímice

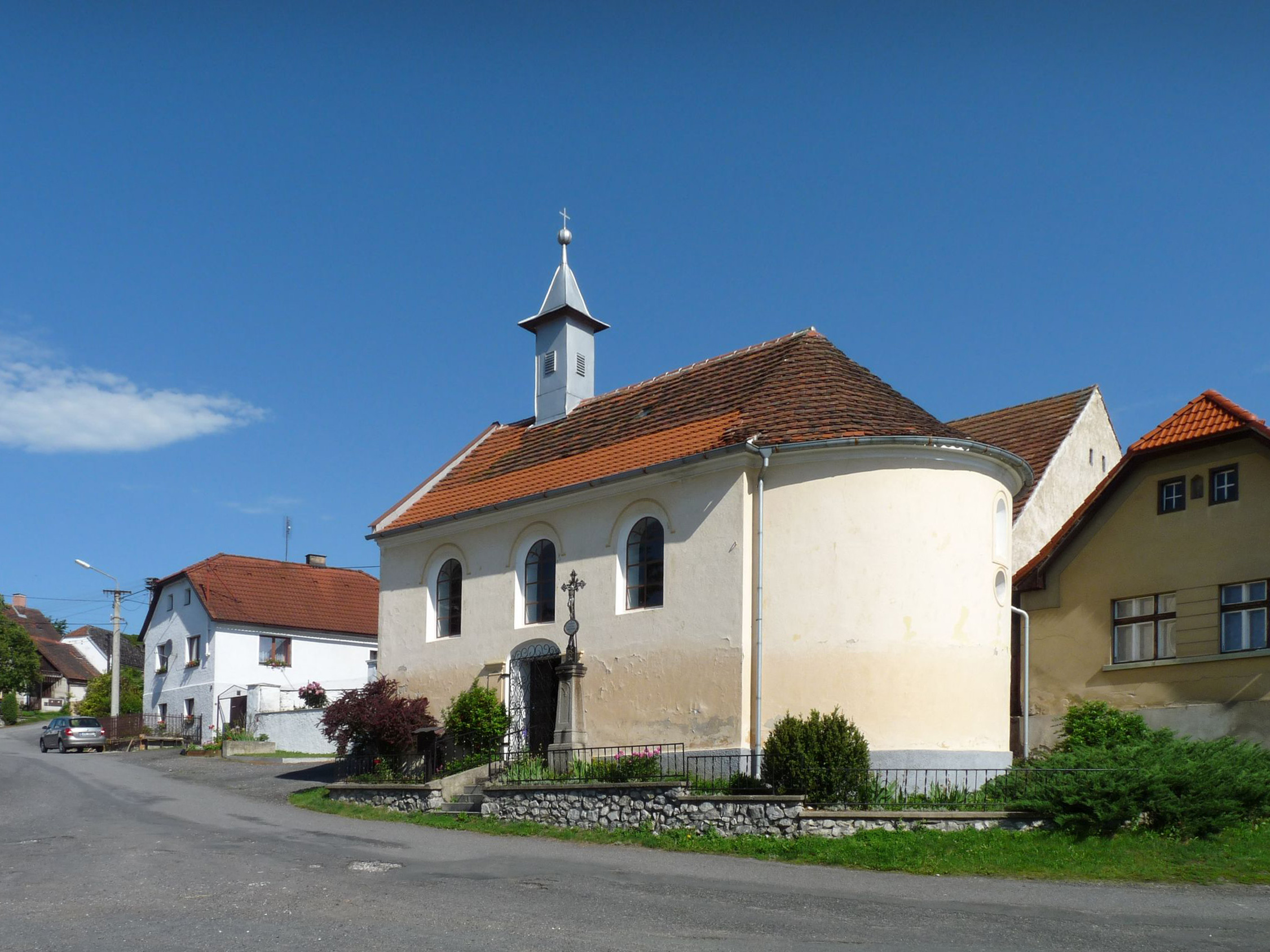
Kapelle der hll. Kyrill und Method

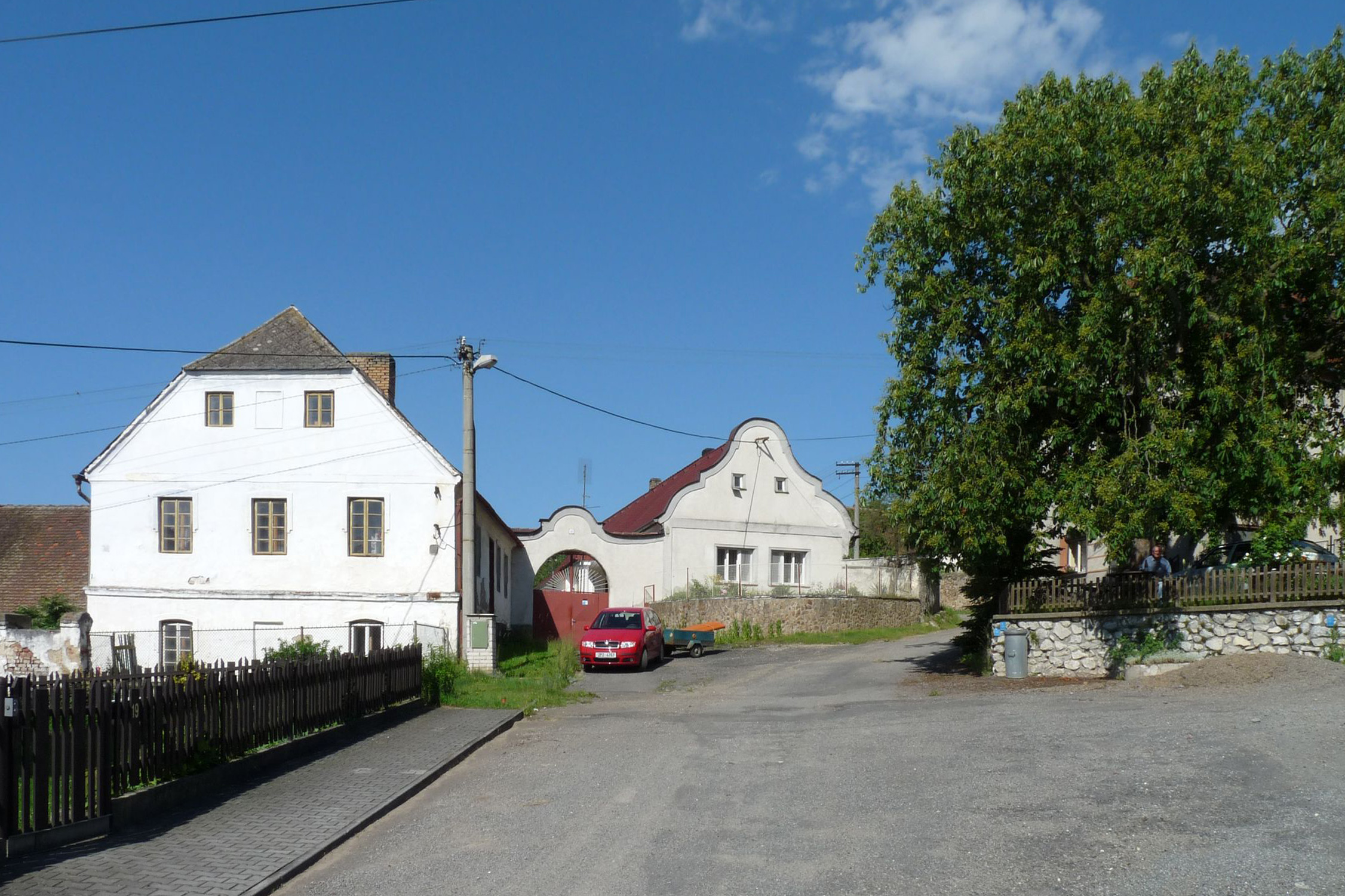
Gehöft Nr. 17

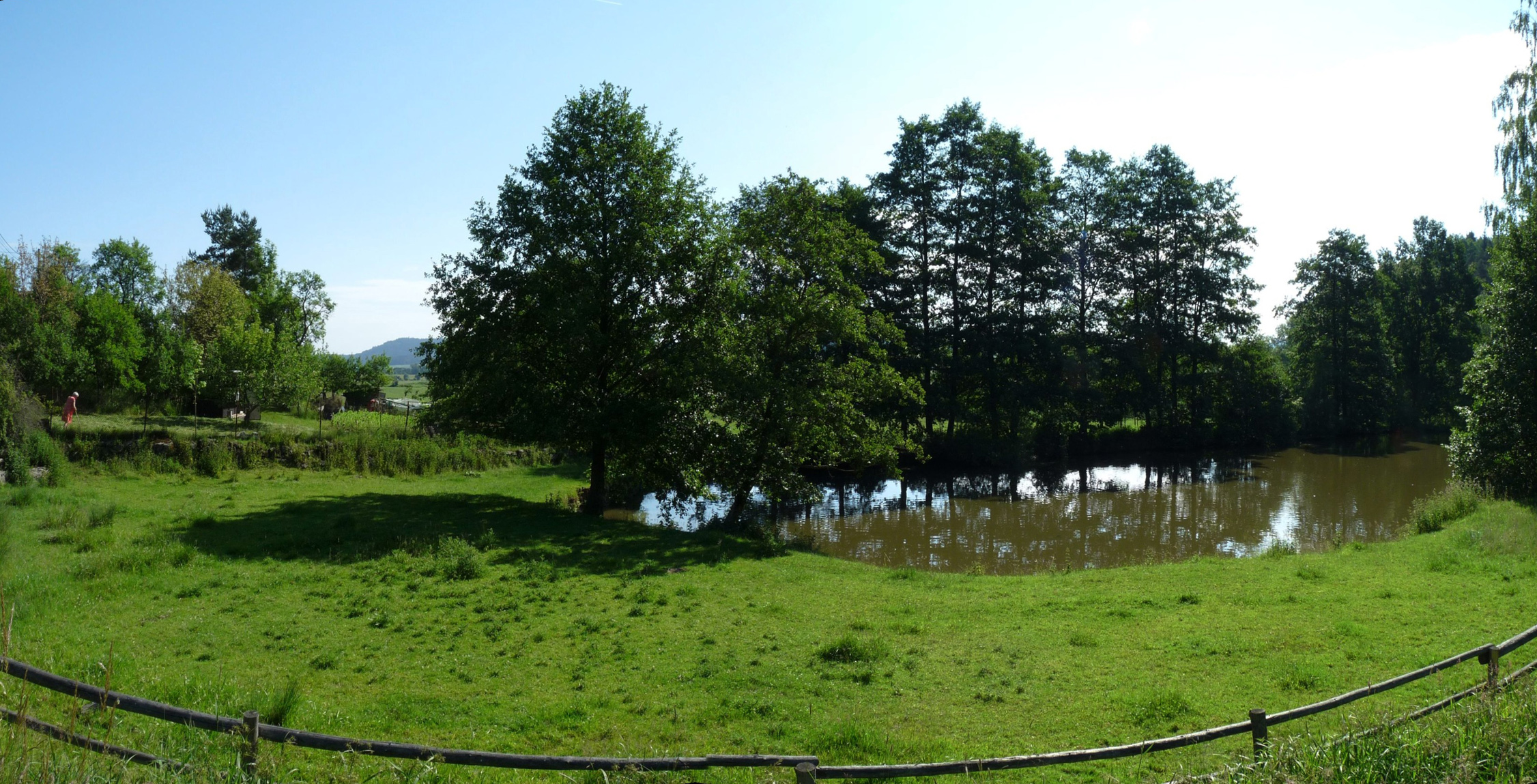
Teich Lomecký rybník am südlichen Ortsausgang

Čímice (deutsch Zimitz, 1939–45: Schimitz) ist eine Gemeinde in Tschechien. Sie liegt sieben Kilometer nordöstlich von Sušice und gehört zum Okres Klatovy.

## Geographie
Čímice befindet sich linksseitig über dem Tal des Baches Nezdický potok in den Šumavské podhůří (Böhmerwaldvorland).
Nördlich erheben sich der Křešňovec (596 m) und der Kočí břeh (566 m), im Osten der Dědkův kůň (574 m), südlich der Lomec (512 m) und die Zbečná (570 m), im Südwesten der Krejslov (599 m) sowie westlich die Zlatnice (570 m) und die Bubečná (583 m). Anderthalb Kilometer nördlich des Dorfes verläuft die Bahnstrecke Horažďovice předměstí–Klatovy durch das Otavatal.
Nachbarorte sind Čepice im Norden, Žichovice im Nordosten, Benešův Mlýn, Nezamyslice, Lázna, Domoraz und Damětice im Osten, Krejnice, Vojnice, Bílenice, Podolí, Lázna und Bešetín im Südosten, Lomecký Mlýn, Žihobce, Dražovice und Pod Hrází im Süden, Podmokly und Sušice im Südwesten, Velká Chmelná, Dobršínský Mlýn, Dobršín und V Luhu im Westen sowie Dalovice, Čejkovy, Lipová Lhota und Dubovka im Nordwesten.

## Geschichte
Čímice bestand ursprünglich aus zwei Höfen, die zu den Herrschaften Žichovice bzw. Strakonice gehörten. Erst nach deren Parzellierung bildete sich ein Dorf heraus. Die erste schriftliche Erwähnung des Ortes erfolgte im Jahre 1357, als Bušek von Welhartitz drei Huben Land verkaufte. 1418 verkaufte der Besitzer des Žichovicer Anteils, Ulrich II. von Rosenberg für 60 Schock Prager Groschen weitere Huben an Siedler. Im Jahre 1451 verkaufte die Witwe des Markvart von Lčovice, Ulena von Kraselov, den Strakonitzer Anteil an Siedler. 1455 veräußerte sie auch die Wälder Lomec und Lipí. Johann III. von Rosenberg bewilligte 1516 seinen Untertanen den Freikauf. In der Mitte des 16. Jahrhunderts war Adam Labounský von Strašín Besitzer von Čímice, ihm folgte Zikmund von Hradešín. Seit 1761 wurde in Čímice eine Schnapsbrennerei betrieben. 1760 nahm eine Schmiede den Betrieb auf.
Im Jahre 1838 bestand Zimitz bzw. Cimice aus 62 Häusern mit 471 tschechischsprachigen Einwohnern. Davon gehörten 36 Häuser zur Fideikommissherrschaft Schichowitz und 26 zur Herrschaft Strakonitz. Im Ort gab es Filialschule, zwei Mühlen, eine Ölpresse und eine Brettsäge. Pfarrort war Nezamislitz. 1846 brannte ein Teil des Dorfes nieder. Danach entstanden in Čímice drei Ziegeleien. Im Niederdorf bestand die Schänke U Krčmáře, die Schichowitzer Bier ausschenkte. In den Jahren 1846 bis 1862 brachen sechs Brände aus, dabei wurden insgesamt 47 der 63 Häuser zerstört. Bis zur Mitte des 19. Jahrhunderts blieb Nezamislitz immer zwischen der Fideikommissherrschaft Schichowitz und der Herrschaft Strakonitz geteilt.
Nach der Aufhebung der Patrimonialherrschaften bildete Čimice / Zimitz ab 1850 eine Gemeinde im Gerichtsbezirk Schüttenhofen. Ab 1868 gehörte die Gemeinde zum Bezirk Schüttenhofen. 1874 nahm die vierte Ziegelei den Betrieb auf. In der ehemaligen Schmiede eröffnete 1883 das Wirtshaus Na Kovárně, in dem Strakonitzer Bier zum Ausschank kam. Zwei Jahre später entstand an der Stelle des ehemaligen Armenhauses das dritte Wirtshaus. Im Jahre 1879 lebten in Čimice 763 Personen. Zu Beginn des 20. Jahrhunderts wurde Cimice t. Čimice als tschechischer Name verwendet, der heutige Name Čímice wurde 1924 eingeführt. Im Zuge der Aufhebung des Okres Sušice wurde Čímice 1960 dem Okres Klatovy zugeordnet. Zwischen 1980 und 1991 war das Dorf nach Žichovice eingemeindet. Seit dem 1. Jänner 1992 besteht die Gemeinde Čímice wieder. Čímice besteht heute aus 119 Häusern, von denen 69 ständig bewohnt sind. Das Dorf liegt am Pilgerweg Via Nova.

## Gemeindegliederung
Für die Gemeinde Čímice sind keine Ortsteile ausgewiesen. Zu Čímice gehören die Einschichten Benešův Mlýn (Zimitzer Mühle) und Lomecký Mlýn.

## Sehenswürdigkeiten
- Kapelle der hll. Kyrill und Method
- Kreuz vor der Kapelle
- Gehöft Nr. 17 im Bauernbarockstil
- Kastanie am oberen Ende des Dorfplatzes
- See Čimické jezírko, nördlich des Dorfes auf dem Kočí břeh, er entstand in einem abgesoffenen Kalksteinbruch und wird zum Baden genutzt
- Gedenkstein für die Gefallenen des Ersten Weltkrieges
- Hügel Lomec, den Überlieferungen nach soll sich dort der Burgstall einer mittelalterlichen Feste befinden, die während des Dreißigjährigen Krieges erlosch, wahrscheinlich befand sich dort lediglich ein Heerlager

## Im Ort leben und wirken
- Jaroslav Kalný (* 1964), tschechischer Rallycross-Europameister 1997, 1998 und 2005 und Unternehmer (Auto Kalný s.r.o)
- Michaela Kalná (* 1985), tschechische Rallycross-Fahrerin